# Darżewo, Hạt Koszalin
Darżewo [darˈʐɛvɔ] (German Darsow) là một ngôi làng thuộc khu hành chính của Gmina Bobolice, thuộc hạt Koszalin, West Pomeranian Voivodeship, ở phía tây bắc Ba Lan. Nó nằm khoảng 14 kilômét (9 mi)   phía tây bắc Bobolice, 23 km (14 mi) về phía đông nam Koszalin và 139 km (86 mi) về phía đông bắc của thủ đô khu vực Szczecin.
Trước năm 1945, khu vực này là một phần của Đức. Đối với lịch sử của khu vực, xem Lịch sử của Pomerania.